# Jamejaure
Jamejaure är en sjö i Kiruna kommun i Lappland och ingår i Torneälvens huvudavrinningsområde. Sjön har en area på 0,105 kvadratkilometer och ligger 531,2 meter över havet. Jamejaure ligger i Torne och Kalix älvsystem Natura 2000-område.

## Delavrinningsområde
Jamejaure ingår i det delavrinningsområde (760453-175781) som SMHI kallar för Ovan Saarijoki. Medelhöjden är 431 meter över havet och ytan är 57,26 kvadratkilometer. Räknas de 8 avrinningsområdena uppströms in blir den ackumulerade arean 172,52 kvadratkilometer. Ainattijoki som avvattnar avrinningsområdet har biflödesordning 3, vilket innebär att vattnet flödar genom totalt 3 vattendrag innan det når havet efter 447 kilometer. Avrinningsområdet består mestadels av skog (59 procent), sankmarker (27 procent) och kalfjäll (12 procent). Avrinningsområdet har 1,31 kvadratkilometer vattenytor vilket ger det en sjöprocent på 2,3 procent.